# ميرلاس (إزار)
ميرلاس هي بلدية في إزار في جنوب شرق فرنسا.